# Associazione Calcio Afragolese 1983-1984
Questa pagina raccoglie le informazioni riguardanti l'Associazione Calcio Afragolese nelle competizioni ufficiali della stagione 1983-1984.

## Rosa
| N. |                   | Ruolo | Calciatore            |
| -- | ----------------- | ----- | --------------------- |
|    | Italia (bandiera) | C     | Alberto Arbitrio      |
|    | Italia (bandiera) | D     | Francesco Autieri     |
|    | Italia (bandiera) | C     | Carmelo Condemi       |
|    | Italia (bandiera) | C     | Nicandro Della Vedova |
|    | Italia (bandiera) | D     | Giovanni De Nittis    |
|    | Italia (bandiera) | D     | Luigi Falco           |
|    | Italia (bandiera) | D     | Carmine Falso         |
|    | Italia (bandiera) | C     | Gennaro Fischetti     |
|    | Italia (bandiera) | D     | Nicola Garzieri       |
|    | Italia (bandiera) | A     | Antonio Iazzetta      |

| N. |                   | Ruolo | Calciatore          |
| -- | ----------------- | ----- | ------------------- |
|    | Italia (bandiera) | D     | Vincenzo La Manna   |
|    | Italia (bandiera) | A     | Mario Loffredo      |
|    | Italia (bandiera) | C     | Michele Massaro     |
|    | Italia (bandiera) |       | Monaco              |
|    | Italia (bandiera) | A     | Renato Mottola      |
|    | Italia (bandiera) | P     | Giovanni Pascarella |
|    | Italia (bandiera) | A     | Giovanni Quadri     |
|    | Italia (bandiera) | A     | Salvatore Ruggiero  |
|    | Italia (bandiera) | C     | Stefano Sacco       |
|    | Italia (bandiera) | C     | Guido Veglia        |